# Dorothée de Courlande
Pour les articles homonymes, voir Biron, Dino et Courlande (homonymie).
Dorothée von Biron, princesse de Courlande, née le 21 août 1793 à Berlin et morte le 18 septembre 1862 à Sagan, comtesse de Périgord (1809), duchesse de Dino (1817, titre sous lequel elle est passée à la postérité, puis duchesse de Talleyrand (1838) et duchesse de Sagan (1845) est une princesse allemande célèbre dans toute l'Europe du XIXe siècle pour sa beauté et son intelligence. Elle est la maîtresse de Talleyrand.

## Enfance
Dorothée de Courlande est la quatrième fille de Pierre von Biron, duc souverain de Courlande. Elle naît le 21 août 1793 aux environs de Berlin, au château de Friedrichsfelde, domaine acquis par le duc de Courlande en 1785. Sa mère Dorothée von Medem est issue d'une vieille famille courlandaise et est la troisième épouse du duc, qui est de trente-sept ans son aîné. Le duc et la duchesse vivent séparés de corps, et le véritable géniteur de Dorothée semble être le comte Batowski, aristocrate polonais, qui fut l'amant de sa mère. Dorothée, qui était dotée d'une beauté fascinante, était aussi brune que ses sœurs étaient blondes. Elle fut toutefois reconnue par le duc de Courlande, dont elle hérite une partie de l'immense fortune en 1800. Elle n'est alors âgée que de sept ans.
Elle passe son enfance aux côtés de sa mère, aux châteaux de Löbichau et Tannenfelde en Thuringe et à Berlin où elle est élevée dans l'intimité de la famille royale de Prusse. En septembre 1806 la guerre éclate quand le roi de Prusse, agissant sous la pression du Tsar Alexandre Ier, envahit la Saxe, alliée de Napoléon Ier. La riposte fut vive et les armées prussiennes anéanties aux batailles d'Iéna et d'Auerstaedt. La famille royale de Prusse dut se réfugier en Prusse Orientale, suivie par la jeune Dorothée, qui parvint à rallier Mittau, ancienne possession des ducs de Courlande, annexée par la Russie en 1795. Dans cet endroit froid et sinistre (le palais n'était plus habité depuis l'annexion), elle rencontra le comte de Provence, qui vécut là en réfugié avec la famille royale française. Cet épisode lui déplut car elle se retrouvait dépendante de sa mère. Elle fut de retour à Berlin en septembre 1807 et le spectacle des désastres de la guerre entretint sa détestation de la France.

## Son mariage
Lors de son séjour à Berlin en 1807, Talleyrand, qui cherchait une riche héritière pour son neveu Edmond de Talleyrand-Périgord, avait entendu parler de la dernière fille à marier de la duchesse de Courlande et de sa richesse, qu'on lui décrivit comme une « véritable mine du Pérou ». À sa requête durant l'entrevue d'Erfurt, le Tsar de Russie intercéda auprès de la duchesse pour favoriser cette union.
Le mariage arrangé de Dorothée de Courlande avec Edmond de Talleyrand-Périgord fut célébré, en pleine période des guerres napoléoniennes, le 21 et le 22 avril 1809, à Francfort-sur-le-Main par le prince Primat Dalberg, ami de Talleyrand. Dorothée devint par son mariage comtesse de Périgord et nièce du prince de Bénévent. La jeune fille, d'éducation allemande, se trouva plongée en milieu français, donc ennemi. Ses trois sœurs, également très hostiles à la France impériale, n'assistèrent pas au mariage. Elle se convertit au catholicisme en 1811.
Le mariage fut malheureux, Edmond étant plus occupé par le jeu, la guerre et les femmes que par son épouse. Malgré la naissance de trois enfants entre 1811 et 1813, le ménage se sépara après le congrès de Vienne. C'est à partir de cette époque que Dorothée occupe une grande place et joue un grand rôle dans la vie de son oncle par alliance Charles-Maurice de Talleyrand, qui fut envoyé à Vienne par Louis XVIII pour représenter la France. Elle l'accompagne, et joue le rôle de maîtresse de maison au palais Kaunitz.
Le 31 août 1817, Talleyrand est doté par le roi du titre de duc et de pair. Le roi des Deux-Siciles Ferdinand Ier le dote aussi, le 2 décembre, du duché de Dino, une petite île au large de la Calabre (1 500 x 1 200 m), en compensation de la principauté de Bénévent, restituée au Pape. Ce titre est immédiatement transmissible à ses neveux. C’est ainsi que Dorothée devient duchesse de Dino.
Le 24 mars 1818, les époux Dino se séparent ; la séparation de corps n'étant prononcée que le 6 novembre 1824.

## Sa vie avec Talleyrand
Le 3 juillet 1820, Talleyrand quitte Paris pour Valençay, accompagné de Dorothée de Dino, qui est enceinte de son troisième enfant, Pauline, dont la paternité est parfois attribuée à Talleyrand.
Malgré la compagnie de cet homme, de trente-neuf ans son aîné, elle a plusieurs amants, ce qui lui valut une réputation de redoutable séductrice, et elle met au monde trois filles illégitimes, Marie Henriette Dessales (peut-être ?) (1816-1905) qu'elle aurait conçue avec le comte von Clam Martinic, son amant du congrès de Vienne ; les deux autres, naquirent à Hyères en 1826, Julie Zulmé, de père inconnu (peut-être Boisgelin ou Jules de Mornay?) et à Bordeaux en 1827, Antonine de sa relation avec Théobald Piscatory ; l'enfant fut élevée par ses grands-parents. Dorothée ne reconnut jamais ces filles.
Helena Sobkova, historienne tchèque, pense qu'elle pourrait être la mère de Bozena Nemcova, écrivaine tchèque élevée dans l'entourage de sa sœur Wilhelmine à Ratiborvice, et qu'elle l'aurait mis au monde en février 1816, selon le journal de Dorothea, sa mère. Mais on ignore la date de naissance exacte de Bozena.
Elle devient duchesse de Talleyrand le 28 avril 1838. Le 6 janvier 1845, un diplôme du roi de Prusse investit Dorothée comme duchesse de Sagan, son fils Louis-Napoléon, filleul de Napoléon et petit-fils de cette dernière, Boson de Talleyrand-Périgord, prenant immédiatement le titre de prince de Sagan.
Quand Talleyrand devient ambassadeur de France à Londres en 1830, Dorothée l'accompagne et se sent plus à l'aise que dans Paris qu'elle déteste, où tout le Faubourg Saint-Germain lui fait sentir qu'elle est étrangère. Ce fut le drame de toute sa vie : partout où elle vécut, elle fut regardée comme une étrangère — à la cour de Prusse elle était la Française, à Paris elle était l'Allemande. Elle s'y lie étroitement avec un collaborateur de son oncle Adolphe Fourier de Bacourt dont elle dira :
« Il est plaisant d'être aimée par des âmes chrétiennes car elles ont une fidélité qui n'appartient qu'à elles. »
À Londres, après la mort de Talleyrand (1838), elle donne en août 1847 son domaine tourangeau de Rochecotte à sa fille Pauline de Castellane. « Il me prend des profonds et mélancoliques regrets pour ce doux et tranquille Rochecotte », écrira-t-elle plus tard (lettre de 1862).[réf. nécessaire]
Elle choisit dès 1843 de résider en souveraine dans le château de Sagan, en Silésie, composé de 130 pièces sur un domaine de 30 000 hectares, acheté par son père et racheté par elle à sa sœur, Pauline de Hohenzollern[réf. nécessaire].
Elle règne sur ce duché immense, très riche, mais seule avec ses souvenirs ; elle a un accident de voiture en juin 1861 et meurt le 19 septembre 1862 à Sagan soutenue par Adolphe Fourier de Bacourt qu'elle a nommé son exécuteur testamentaire.
Malgré le souhait exprimé à son oncle — et très probable amant — dans une lettre d'avril 1838, et par testament, de faire mettre son cœur auprès de sa tombe à Valençay, elle fut inhumée dans la Kreuzkirche de Sagan, avec sa sœur Wilhelmine et son fils Louis.

## Ses rapports avec ses contemporains
En juin 1832, Charles de Rémusat déjeune en tête-à-tête, à Londres, avec la duchesse de Dino qui a alors trente-neuf ans : 

« Elle était encore dans presque tout l'éclat de sa beauté (...) Elle avait grand air. Elle était maigre et son teint, légèrement foncé et maladif, avait toujours besoin d'un peu de rouge. Ses traits étaient beaux, sans une parfaite régularité. Le plus saillant était un nez d'oiseau de proie, mais délicat et comme ciselé avec finesse. Sa bouche, aux lèvres un peu épaisses mais expressives, laissait sortir à travers de belles dents blanches une parole un peu embarrassée que ne déparait pas un léger défaut de prononciation. Mais ce qui illuminait son visage un peu petit et terminé en pointe, c'étaient, au-dessous d'un large front, cerné de cheveux d'un noir de jais, d'incomparables yeux d'un gris bleu, armés de longs cils, entourés d'une teinte bistrée et dont le regard enflammé et caressant avait toutes les expressions. Elle les clignait un peu, sa vue étant basse; et elle en augmentait ainsi la douceur, et cependant la vivacité en était telle que, lorsqu'on l'avait perdue de vue, on aurait juré qu'elle avait de grands yeux noirs comme du charbon. La séduction de sa bouche et de ses yeux était extrême, sans autre défaut que de trop ressembler à une séduction. »

Selon ses mémoires, elle se serait trouvée dans l'obligation de garder Honoré de Balzac à dîner au château de Rochecotte à cause du mauvais temps alors qu'il cherchait une propriété dans la région de Saché avec Monsieur de Margonne. Elle le décrit comme lourd, laid, et sans esprit. Balzac ne l'a d'ailleurs pas épargnée. Il l'a représentée, dans La Comédie humaine, sous les traits de la terrible marquise d'Espard, en particulier dans Les Secrets de la princesse de Cadignan où « Anne-Marie Meininger a analysé de singulières ressemblances entre le personnage de la princesse de Cadignan et la comtesse Cordélia de Castellane, la duchesse de Dino lui tenant lieu de marquise d'Espard. »
Les jugements qu’elle inspira sont divers ; ceux des hommes, admiratifs devant sa beauté et son intelligence, sont élogieux, ceux des femmes, jalouses de sa position et de sa richesse, sont plus venimeux. Il est étonnant qu’on ne lui ait pas connu d’amie proche [réf. nécessaire].
Elle fut assez seule, sinon solitaire, mais entretint une grande correspondance avec de nombreuses personnalités de son époque. Née entre deux cultures, parlant trois langues, elle fut une vraie Européenne, à une époque où le mot était inconnu.
La duchesse de Dino compte encore une descendante en Touraine, en la personne de Béatrice de Andia, une de ses arrière-arrière-petites-filles, présidente de l'association des amis du château d'Azay-le-Rideau et propriétaire du château de la Chatonnière.
Réapparition d'une effigie
Un double portrait présumé de Dorothée de Courlande et de sa fille Pauline Joséphine de Talleyrand-Périgord (1820-1890) devant un buste de Talleyrand par Edouard Pingret a fait partie de la vente du mobilier du  château de Nernier (bords du lac Léman), ancienne propriété de cette famille, à Paris-Drouot les 23 et 24 septembre 2024 (reprod. coul. p.90 de "La Gazette Drouot" n°35 du 4/10/2024. Cette oeuvre a été acquise pour 51200 euros par le musée du château de Rundale (Lettonie).

## Propriétés de la duchesse de Dino
- Château de Bouges (Indre), acquis en 1818 par Charles-Maurice de Talleyrand-Périgord pour la duchesse de Dino
- Château de Rochecotte (Indre-et-Loire), acquis le 30 avril 1828
- Château de Sagan (de) (Basse-Silésie, aujourd'hui Żagań en Pologne), acquis en 1843 de sa sœur aînée, Pauline, princesse de Hohenzollern-Hechingen
- Château de Günthersdorf (de) (Basse-Silésie, aujourd'hui Zatonie en Pologne), acquis en 1840

## Mémoires
- Mémoires. Tome I, 1794-1808 : souvenirs d'enfance de la princesse de Courlande (texte établi par Clémence Muller). – Clermont-Ferrand : Paleo, coll. « Sources de l'histoire de France », 2003. – 173 p., 21 cm. –  (ISBN 2-84909-022-0).
- Mémoires. Tome II, 1831-1834 (texte établi par Clémence Muller). – Clermont-Ferrand : Paleo, coll. « Sources de l'histoire de France », 2003. – 258 p., 21 cm. –  (ISBN 2-84909-039-5).
- Mémoires. Tome III, 1835-1837 (texte établi par Clémence Muller). – Clermont-Ferrand : Paleo, coll. « Sources de l'histoire de France », 2004. – 228 p., 21 cm. –  (ISBN 2-84909-065-4).
- Mémoires. Tome IV, 1838-1840 (texte établi par Clémence Muller). – Clermont-Ferrand : Paleo, coll. « Sources de l'histoire de France », 2004. – 243 p., 21 cm. –  (ISBN 2-84909-071-9).
- Mémoires. Tome V, 1840-1843 (texte établi par Clémence Muller). – Clermont-Ferrand : Paleo, coll. « Sources de l'histoire de France », 2004. – 244 p., 21 cm. –  (ISBN 2-84909-092-1).
- Mémoires. Tome VI, 1844-1853 (texte établi par Clémence Muller). – Clermont-Ferrand : Paleo, coll. « Sources de l'histoire de France », 2004. – 220 p., 21 cm. –  (ISBN 2-84909-109-X).
- Mémoires. Tome VII, 1854-1862 (texte établi par Clémence Muller). – Clermont-Ferrand : Paleo, coll. « Sources de l'histoire de France », 2004. – 203 p., 21 cm. –  (ISBN 2-84909-112-X).
- Journal de voyage en Europe. Berlin-Nice-Venise-Sagan. 1852-1853. Paris, Lacurne, 2023. 330 pages.  (ISBN 9782356030320).